# Герберц-1
Рудни́к «Ге́рберц-1» (также встречается написание «Гербертц-1») — разрабатывавшееся конце XIX − начале XX века российское железорудное месторождение в составе «Нового рудного поля» Питкяранты (территория Великого княжества Финляндского). Изначально в этих местах велась разработка меди и олова, но истощение запасов этих элементов к 1890-м годам вынудило начать разработку магнетитовых руд, для чего акционерным обществом «Ладога» была заложена шахта, названная в честь одного из учредителей. Она проработала до экономического кризиса 1903 года и дала 31 345 тонн магнетита. В настоящее время расположение шахты является достопримечательностью, её остатки имеют статус вновь выявленного объекта культурного наследия Республики Карелия.

## История
Медные рудники в Северном Приладожье известны с конца XVIII века. В середине XIX века в Питкярантских шахтах было обнаружено олово, что также способствовало активизации в освоении Питкярантских недр. Были построены медеплавильные и олово-обогатительные фабрики. Однако к 1890-м годам оловянное и медное производство стало убыточным. Шахты, образующие «Старое рудное поле» Питкяранты, почти исчерпали запасы меди и олова и были переориентированы на добычу железной руды. В 1896 году финский геолог Отто Трюстедт в ходе проведения магниторазведочных работ к северу и востоку от Питкяранты обнаружил два новых рудных поля: «Новое» и Хопунваара. В то же самое время Питкярантские рудники и заводы перешли в собственность АО «Ладога». Учредителями предприятия были Б. Герберц (B. Herberz) и А. Шварц (A. Schwartz). На вновь открытых рудных полях были заложены шахты по добыче магнетита, одна из шахт была названа в честь учредителя предприятия.

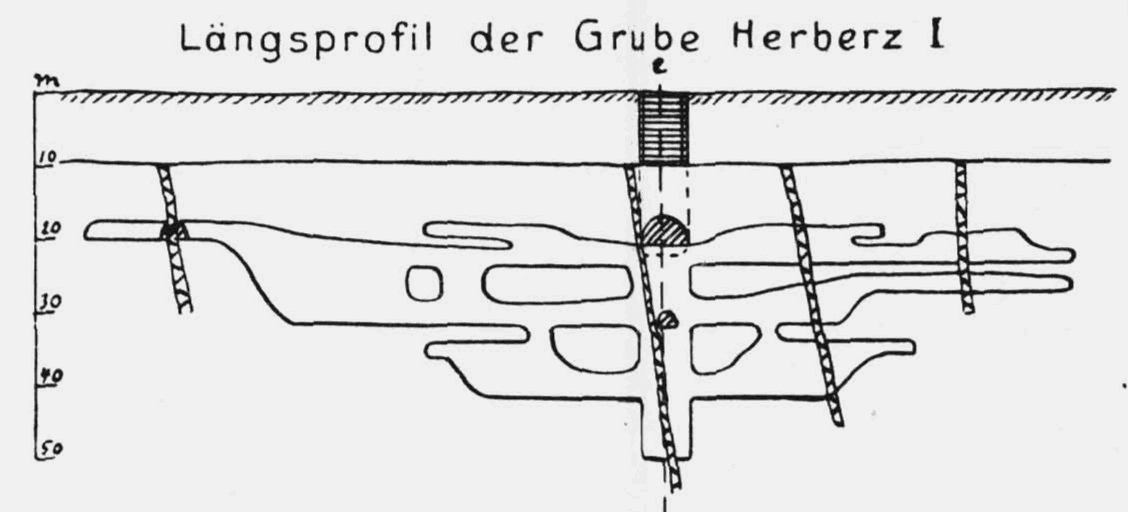
Профиль «восточного» шахтного ствола

На руднике «Герберц-1» было пройдено два вертикальных шахтных ствола: «западный» глубиной 36 м и «восточный» глубиной 57 м. Расстояние между устьями стволов — 33 м. Стволы соединялись между собой горизонтальным тоннелем (квершлагом) на глубине 20 м. Шахта состояла из трёх уровней штреков, простирающихся от «восточного» ствола: верхний штрек на глубине 20 м имел горизонт длиной 95 м, средний штрек на глубине 30 м имел горизонт 75 м и нижний штрек на глубине 40 м имел горизонт 36 м. В юго-западной части шахты верхний и средний горизонты соединялись, образуя камеру длиной 20 м и высотой около 10 м. Между горизонтами, кроме основного ствола, были устроены также шахтные колодцы шириной до 2,5 м.
Неподалёку от шахты была построена небольшая обогатительная фабрика, на которой методом магнитной сепарации руда очищалась от посторонних примесей. На эту же фабрику поступало сырьё из рудников Хопунваары, с которыми фабрика была связана канатной дорогой. Также канатной дорогой фабрика была связана с железообогатительной фабрикой в Юляристи. После обогащения железорудный концентрат поступал в доменную печь в Маасууни (Масуки).
В 1903 году Питкярантские рудники и заводы приобрел Государственный банк Российской империи, но в этот момент в стране грянул экономический кризис, так что эти рудники и заводы, в том числе «Герберц-1», пришлось закрыть. За всё время работы в шахтах рудника «Герберц-1» было добыто 31 345 тонн железной руды (магнетита).
К концу 1920-х годов горные работы в Питкяранте были окончательно прекращены, отчасти это было связано с недостатком древесного угля, так как большая часть лесных угодий была задействована лесопильными и целлюлозными заводами. В 1934−1938 годах финские геологи проводили работы по оценке глубоких горизонтов Питкярантских рудных полей, однако начавшиеся войны (сначала «зимняя», а потом Великая Отечественная) помешали планам возрождения рудной промышленности Питкяранты. В послевоенные годы Питкярантские рудники и заводы были окончательно закрыты.
25 августа 2013 года приказом Министерства культуры Республики Карелия рудник был поставлен под государственную охрану в качестве вновь выявленного объекта культурного наследия.

## Описание
Рудник находится в 1,5 км от улицы Горького в Питкяранте по дороге на озеро Ниетъярви в 500 м от развилки на Хопунваару.
К настоящему времени на месте рудника «Герберц-1» сохранились оба шахтных ствола: «западный» и «восточный». Устье «западной» шахты обвалилось и образовало воронку. В устье «восточной» шахты видны остатки деревянной крепи. Оба шахтных ствола затоплены. Неподалёку сохранились также остатки фундамента небольшой обогатительной фабрики.
Рядом с шахтами имеются два отвала породы: конусообразный и гребнеобразный (форма последнего обусловлена наличием подпорной стенки из брёвен), в которых встречаются магнетит, сфалерит-марматит, галенит, флюорит, кальцит и другие минералы, а также скарны и мраморы двух разновидностей — серпентинизированные и с прожилками графита. В первой половине XX в. финский геолог П. Эскола обнаружил на руднике «Герберц-1» редкий для таких скарнов флюоборит.
В 2011 и 2012 годах в «восточный» ствол рудника погружался спелеодайвер И. А. Козлов: обследовались горизонтальные выработки штрека верхнего уровня и зал второго подземного горизонта.
Территория рудника образует техногенно-природный комплекс, который поставлен на государственный учёт как достопримечательное место, памятник истории в статусе выявленного объекта культурного наследия
регионального значения.